# Dudelange
Dudelange (luxembourgsk: Diddeleng, tysk: Düdelingen) er en kommune og en by i den sydlige del af storhertugdømmet Luxembourg. Kommunen, som har et areal på 21,38 km², ligger i kantonen Esch-sur-Alzette i distriktet Luxembourg. I 2012 havde kommunen 18.837 indbyggere.

## Galleri
- Dudelange Rådhus